# Carl David Bouché
Pour les articles homonymes, voir Bouché.
Carl David Bouché, né le 4 juin 1809 à Berlin et mort le 27 septembre 1881 à Berlin, est un jardinier allemand qui fut botaniste, spécialiste de l'horticulture en serre, écrivain scientifique, inspecteur (directeur technique) du jardin botanique royal de Berlin de 1843 à 1881 et éditeur délégué de la revue de botanique Gartenflora fondée en 1852 par Eduard von Regel. Il a également dessiné les plans de la grande serre du jardin botanique de Berlin.

## Biographie

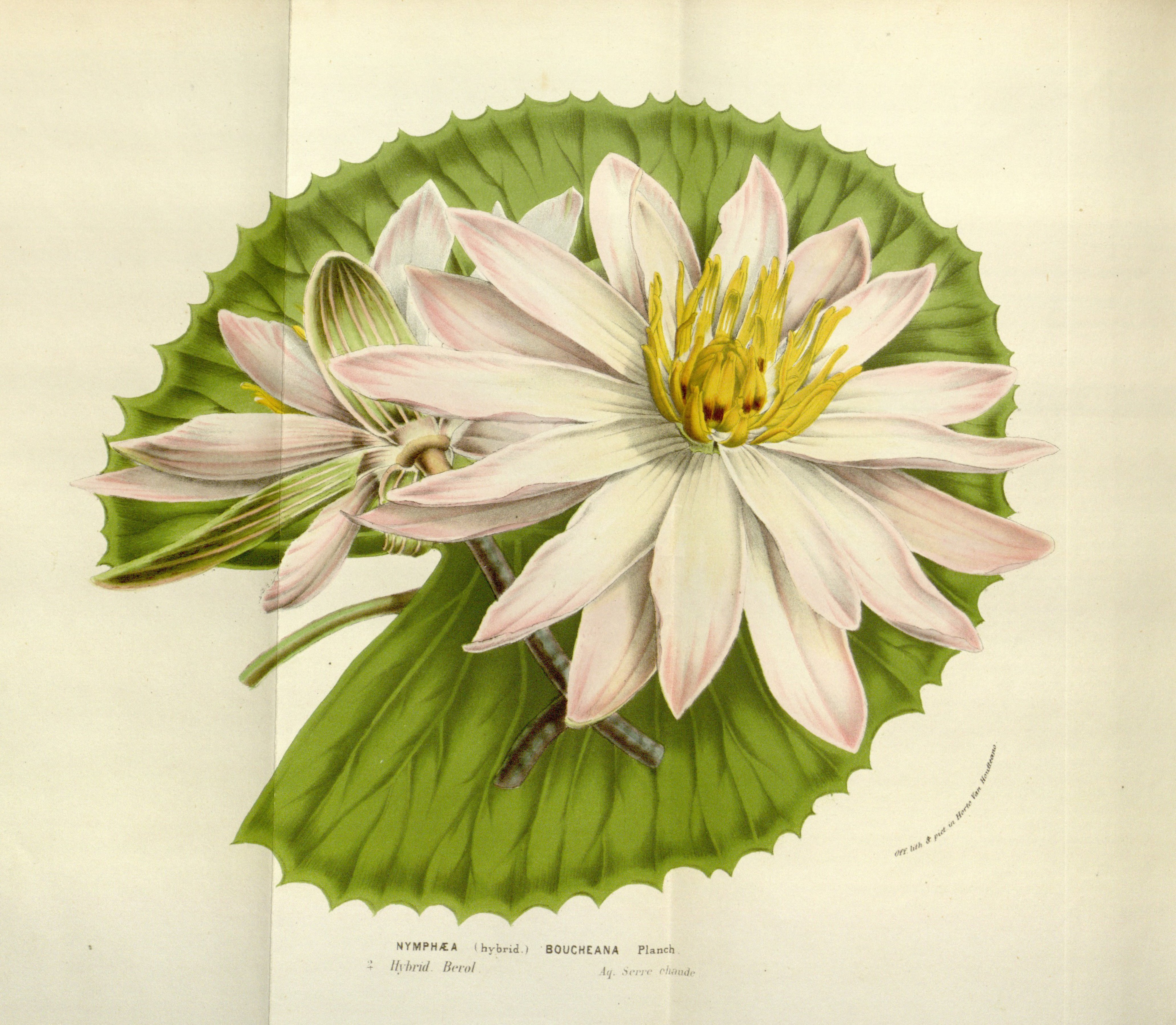
Nymphaea 'boucheana', in Flore des serres et des jardins de l'Europe, vol. 10 (1854-1855).

Carl Bouché appartient à une grande famille d'horticulteurs allemands d'origine huguenote, dont le grand-père Jean-David Bouché (1747-1819) s'est installé à Berlin pour construire des serres destinées à l'aristocratie prussienne. Son oncle, Peter Friedrich Bouché, et son père, Peter Carl Bouché (élève de Carl Ludwig Willdenow), continuent de diriger l'entreprise familiale.
Carl Bouché développa considérablement l'horticulture en serre, décrivant plus d'une centaine d'espèces, créant de nombreux hybrides, dont l'un des plus connus est Nymphaea 'boucheana' et construisant des structures les plus modernes pour son époque. Son ouvrage Glashäuser aller Art écrit en collaboration avec Louis Neumann en 1842, résume son art et demeure jusqu'au début du XXe siècle un livre de référence en la matière. Il n'a été publié qu'en 1886 de manière posthume par son fils, Julius Bouché (de) (1848-1922).

## Quelques publications
- Carl David Bouché. 1839. Praktische Anleitung zur Treiberei der Zwiebel-Gewächse, Berlin
- Carl David Bouché. 1842. Die Blumentreiberei oder praktische Anleitung zur Erziehung und Pflege der Gewächse, welche vom Herbst bis Frühling, sowohl in Treibhäusern, als auch im Zimmer, künstlich zur Blüthe gebracht werden können …: En Handbuch für Gärtner und Blumenfreunde; Mit vier Kupfertafeln / nach eigner vieljähriger Erfahrung bearbeitet von *Carl David Bouché …, Berlin: Nicolai
- Carl David Bouché. 1856. Zwiebel-Treiberei im Zimmer. in: Eduard Oskar Schmidt, Ferdinand Herzog: Der populäre Gartenfreund, oder die Kunst, alle in Deutschland bis jetzt bekannten Blumen und Gemüse auf die leichteste und beste Weise zu ziehen, und dadurch den Garten zu einer Quelle des Nutzens, der Erholung und des Vergnügens zu machen: mit … [der] Kunst, Topf-Gewächse und Garten-Pflanzen durch Absenker, Wurzeln und Stengel fortzupflanzen, einem Gartenkalender und vielen Gartengeheimnissen für Hausgärtner zur Garten-Wirthschaft und zur Vertilgung schädlicher Garten-Insekten, 6e ed. Quedlinburg [u.a.]: Ernst
- Carl David Bouché. Gewächshäuser wie Fabriken, in: Zandera, Jg. 17, 2002, no 1, pp. 17–26
- Carl David Bouché; Hermann Grothe (coll.) 1884. Ramie, Rheea, Chinagras und Nesselfaser: ihre Erzeugung und Bearbeitung als Material für die Textilindustrie, 2e ed. Berlin: Springer, 1884.